# معامل الارتباط لبيرسون

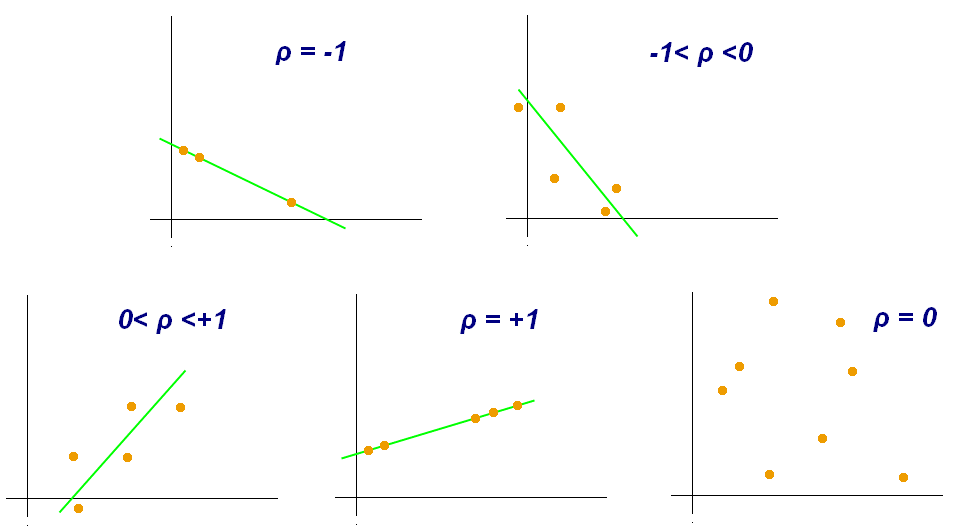
أمثلة عن بيانات مختلفة بقيم مختلفة لمعامل الارتباط (ρ).

في الإحصاء، معامل الارتباط لبيرسون (بالإنجليزية: Pearson correlation coefficient)‏ أو معامل الارتباط لبرافي بيرسون (Bravais-Pearson) هو قياس الارتباط بين متغيرين اثنين.
سمي هذ المعامل هكذا نسبة إلى عالم الرياضيات الإنجليزي كارل بيرسون الذي طوره معتمدا في ذلك على فكرة تعود إلى عالم الرياضيات الإنجليزي فرانسيس غالتون في ثمانينات القرن التاسع عشر.

## تعريف
باعتبار متغيرين {\displaystyle X} و{\displaystyle Y}، معامل الارتباط لبيرسون هو:
{\displaystyle \rho (X,Y)={\frac {COV(X,Y}{\sigma _{X}\sigma _{Y}}}} مع:
- {\displaystyle \operatorname {cov} } هو التغاير
- {\displaystyle \sigma _{X}} هو الانحراف المعياري ل {\displaystyle X}
- {\displaystyle \sigma _{Y}} هو الانحراف المعياري ل {\displaystyle Y}

## المقدر
المقدر {\displaystyle r} باعتبار {\displaystyle x_{i}} و{\displaystyle y_{i}} القيم الملاحظة لعينة (حجمها {\displaystyle n}) وفق المتغيرين {\displaystyle X} و{\displaystyle Y} و{\displaystyle {\overline {x}}} و{\displaystyle {\overline {y}}} القيم المتوقعة لمتوسط المتغيرين.
{\displaystyle r={\frac {\sum x_{i}y_{i}-n{\overline {x}}.{\overline {y}}}{{\sqrt {\sum x_{i}^{2}-n{\overline {x}}^{2}}}{\sqrt {\sum y_{i}^{2}-n{\overline {y}}^{2}}}}}}

## اختبار برافي بيرسون
اختبار برافي بيرسون (بالإنجليزية: Bravais Pearson Test)‏ هو اختبار معلمي لتأكيد المغزى الإحصائي لمعامل الارتباط، تكون فيه الفرضية المنعدمة: «معامل الارتباط منعدم».
الفرضية المنعدمة للاختبار {\displaystyle H_{0}}: {\displaystyle \rho =0}.
إحصائية الاختبار هي: {\displaystyle t={\frac {r}{\sqrt {\frac {1-r^{2}}{n-2}}}}} وهي موزعة حسب توزيع ستيودنت ب {\displaystyle (n-2)} درجة حرية.
يتم رفض الفرضية المنعدمة إذا كانت القيمة الاحتمالية (p-value) أصغر من عتبة الخطأ (0.05 مثلا) الموضوعة.